# 6334 Robleonard
6334 Robleonard este un asteroid din centura principală de asteroizi.

## Descriere
6334 Robleonard este un asteroid din centura principală de asteroizi. A fost descoperit pe 27 iunie 1992 la Observatorul Palomar de Gregory J. Leonard. Asteroidul prezintă o orbită caracterizată de o semiaxă mare de 2,41 ua, o excentricitate de 0,04 și o înclinație de 3,3° în raport cu ecliptica.